# Agonum impressum
Agonum impressum — вид турунів з багатого роду Agonum, поширений від Європи до Далекого Сходу.

## Опис
Жук довжиною від 8 до 9,5 мм. Верхня частина тіла мідна, бронзова, рідко зелена, іноді двоколірний. Надкрила самиці матові. Третій проміжок надкрил з п'ятьма-сімома дуже великими яскравими, що займають всю ширину проміжку.[джерело?]
Личинка не описана.

## Екологія
Типовий лісовий мешканець. Зустрічається поблизу водойм[джерело?].

## Ареал
Поширений у помірному поясі Палеарктики. Трапляється в Центральній і Східній Європі, 
зокрема в Швейцарії, Латвії, Білорусі, Австрії У Польщі нечастий вид. В Україні ареал охоплює Карпати й Прикарпаття, Полісся та лісостепну зону, трапляється нечасто. Також відомий у Сибіру до Камчатки, також у Японії. 